# Zdravko Marić (ekonomist)
Zdravko Marić (Slavonski Brod, 3. veljače 1977.), hrvatski je ekonomist i bivši političar. Trenutni je predsjednik Hrvatskog teniskog saveza, od 16. listopada 2024. godine.
Obnašao je dužnost ministar financija od 2016. do 2022. godine i potpredsjednika Vlade Republike Hrvatske od 2019. do 2022. godine.
Doktor je znanosti s višegodišnjim radnim iskustvom u Ministarstvu financija. U mandatu ministra financija Ivana Šukera obnašao je dužnost državnog tajnika.
Godine 2000. diplomirao je na Ekonomskom fakultetu u Zagrebu.

## Vanjske poveznice
- Službene stranice Vlade RH